# Obersturmbannführer

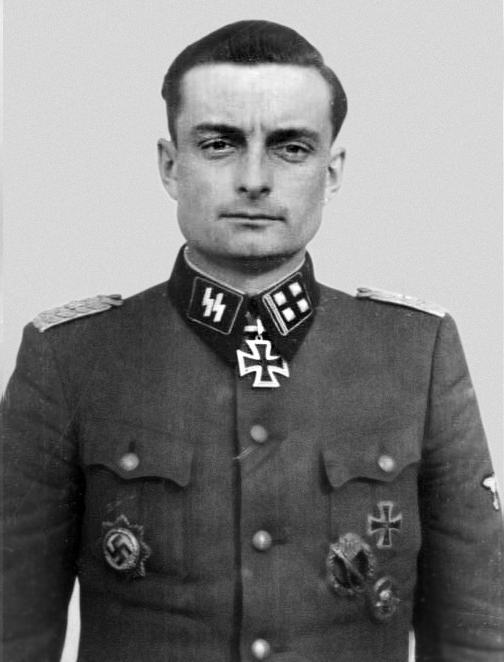
SS-Obersturmbannführer Manfred Schönfelder da Waffen-SS

SS-Obersturmbannführer foi uma patente na hierarquia militar do partido nazista usada pela SA e SS. Foi criada em maio de 1933 para preencher a necessidade de um oficial superior à patente de SS-Sturmbannführer conforme a SA crescia. Ao mesmo tempo se tornou grau hierárquico na SS. Traduzido como "Líder de Unidade de Assalto Sênior", SS-Obersturmbannführer foi a patente subalterna ao posto de SS-Standartenführer e era equivalente a Oberstleutnant (Tenente-Coronel) no Exército Alemão (Heer). A insígnia de colar que designava o SS-Obersturmbannführer era composta de quatro estrelas prateadas e uma listra, centralizados na gola esquerda do uniforme. Essa patente possuía insígnia de ombro de SS-Oberstleutnant da Wehrmacht  e era o mais alto posto da SS/SA a ter a insígnia de unidade no colar oposto.

## Detentores notáveis
Entre os mais notáveis SS-Obersturmbannführer estavam Rudolf Höss, Adolf Eichmann, Herbert Kappler e Joachim Peiper. Höss era comandante do campo de concentração de Auschwitz, enquanto Eichmann é considerado o arquiteto do plano nazista da Solução Final (Endlösung) em que teve importante papel em Auschwitz. Herbert Kappler era o chefe da Policia Alemã e dos Serviços de Segurança(Oberbefehlshaber des Sicherheitspolizei und SD) em Rome que conduziu o massacre de Ardeatine. Joachim Peiper era o comandante da homônima Kampfgruppe responsável pelo Massacre de Malmedy no decorrer do mês de dezembro de 1944 durante a Batalha do Bulge.
Eichmann foi promovido a SS-Obersturmbannführer em 1940 e foi quem redigiu a minuta da Conferência de Wannsee que desencaderia o Endlösung. Duurante o julgamento de Eichmann por crimes de guerra em 1962, o promotor encarregado, Gideon Hausner, chamou a atenção sobre a importância e a responsabilidade da patente de  SS-Obersturmbannführer de Eichmann quando, em resposta a declaração de Eichmann de que ele era apenas um escriturário cumprindo ordens, Hausner o perguntou: “Você era um Obersturmbannführer ou uma secretária?”[carece de fontes?]
Em Eichmann in Jerusalem, contudo, Hannah Arendt expõe que o patente de SS-Obersturmbannführer era um posto importante dentro da hieraquia militar, afirmando que Eichmann passou a guerra "sonhando" com a promoção para Standartenführer. Arendt ainda afirma que "... pessoas como Eichmann, que subiram de patente, nunca tiveram permissão para avançar além de tenente-coronel (Obersturmbannführer) exceto no fronte de batalha."

## Patente e insígnia
De acordo com o atual código de classificação da OTAN, esta patente militar seria comparável a OF-4.
Nota
- OF - significa em inglês oficial[8]

Insígnias da patente SS-Obersturmbannführer da Waffen-SS

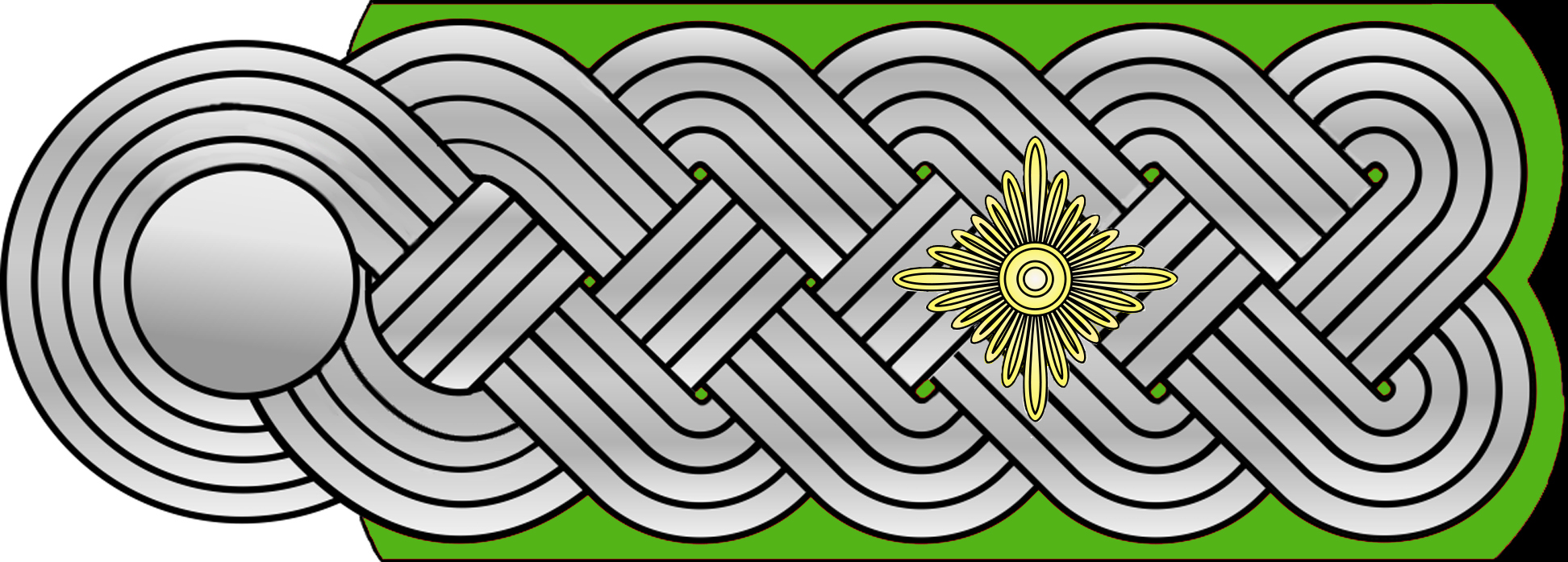
Insígnias de ombro
Insígnias de gola
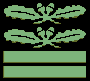
Uniforme camuflado